# 金柏莉·威廉斯·坎秀
金柏莉·威廉斯·坎秀（英語：Kimberlé Williams Crenshaw，1959年5月5日—）是美國民權倡導者和批判種族理論的主要學者。她在加州大學洛杉磯分校法學院和哥倫比亞法學院擔任教授，專門研究種族和性別問題。克倫肖以提出和發展交叉性理論而聞名，研究重點在於重疊或交叉的社會身份，特別是少數群體身份，如何與壓迫、支配或歧視的系統和結構相關聯。

## 早年生活和教育
坎秀出生於俄亥俄州坎頓，父母是瑪麗安和沃爾特·坎秀。她自小受到父母的鼓勵，討論她在世界上觀察到的「有趣的事情」。她就讀於坎頓麥金利高中，並於1981年在康奈爾大學獲得政府和非洲研究學士學位，1984年在哈佛法學院獲得法學博士學位， 並於1985年在威斯康星大學法學院獲得法學碩士學位，期間擔任威斯康星州最高法院法官雪莉·亞伯拉罕森的書記。

## 職業生涯
完成法學碩士學位後，坎秀於1986年加入加州大學洛杉磯分校法學院的教職，並在1995年被任命為哥倫比亞法學院的教授。她是批判種族理論領域的創始人之一，並且是民權、批判種族研究和憲法法的講師。 她還創立並擔任非營利智庫非裔美國人政策論壇的執行董事，該智庫專注於「拆除結構性不平等」和「推進和擴展種族正義、性別平等以及所有人權的不可分割性」。

## 交叉性理論
坎秀在1989年提出了「交叉性」這一術語，以解釋非裔美國女性的壓迫。她的理論重點在於法律對包括性別和種族歧視在內的問題的回應方式。她指出，反歧視法律通常將性別和種族分開處理，這使得經歷重疊歧視的女性得不到正義。她的工作還擴展到交叉性女性主義，這是一個與交叉性理論相關的子類別。

## 影響
坎秀是交叉性理論的奠基人，該理論檢視種族、階級、性別和其他特徵如何重疊並加劇系統性歧視和不平等。她在美國和全球範圍內一直是民權、種族、交叉性和法律領域的領導者和活動家。她的交叉性工作對南非憲法中的平等條款的制定產生了影響。
金柏莉·坎秀是批判種族理論和交叉性理論的主要學者，她的工作致力於研究種族和性別歧視的交叉問題，並在全球範圍內促進種族正義和性別平等。她的理論和倡導活動對現代社會的法律和政策產生了深遠影響。

## 來源
- 加州大學洛杉磯分校法學院教授：金伯莉·坎秀 （页面存档备份，存于）
- 阿卜杜勒·阿爾卡利馬特 (2004). The African American Experience in Cyberspace. Pluto Press. ISBN 0-7453-2222-0.
- . Frontline. PBS. April 22, 2005  [June 17, 2009]. （原始内容存档于2010-04-25）.

## 外部連結
- http://www.americanbar.org/content/dam/aba/publishing/perspectives_magazine/women_perspectives_Spring2004CrenshawPSP.authcheckdam.pdf （页面存档备份，存于） "交叉性：種族和性別的雙重束縛"], 金伯莉·坎秀訪談，美國律師協會，2004年春季。
- 金伯莉·坎秀博士談誠實教授美國歷史 （页面存档备份，存于），來自《教黑人民族解放鬥爭》的在線系列。